# Chambon-sur-Dolore
Chambon-sur-Dolore è un comune francese di 177 abitanti situato nel dipartimento del Puy-de-Dôme nella regione dell'Alvernia-Rodano-Alpi.

## Società

### Evoluzione demografica
Abitanti censiti